# Коронавірусна хвороба 2019 у Федеративних Штатах Мікронезії
Епідемія коронавірусної хвороби 2019 у Федеративних Штатах Мікронезії — це поширення пандемії коронавірусної хвороби 2019 на територію Федеративних Штатів Мікронезії. Підозра на появу хвороби на території держави зареєстрована 8 січня 2021 року, проте в лютому 2021 року офіційно повідомлено, що країна є вільною від коронавірусу.

## Хронологія
3 лютого 2020 року президент Федеративних Штатів Мікронезії Девід Пануело підписав розпорядження, яким заборонив громадянам Мікронезії відвідувати Китай та інші постраждалі від епідемії коронавірусної хвороби країни.
5 березня 2020 року Мікронезія запровадила сувору заборону на в'їзд до країни усім особам, які перебували у Китаї в будь-який час із січня 2020 року, або перебували в будь-якій іншій постраждалій країні протягом останніх 14 днів. Станом на 18 березня в країні були закриті всі школи.
8 січня 2021 року Мікронезія повідомила про перший випадок коронавірусної хвороби в країні, який було виявлено у члена екіпажу судна «Chief Mailo» поблизу Понпеї, який знаходився на самоізоляції. До кінця місяця повідомлено про негативний результат тестування у цього моряка, та цей випадок визнаний перенесеним у минулому випадком хвороби після наступних тестів на антитіла та антиген коронавірусу. Підтверджено, що цей чоловік раніше перехворів на COVID-19, ймовірно до жовтня 2020 року, та вже не мав симптомів хвороби на момент тестування.

## Вплив епідемії
Через пандемію COVID-19 Жіноча Рада Чуука перейшла від групових послуг до індивідуальної роботи. Особливе занепокоєння викликав доступ до ресурсів сексуального здоров'я, включно з інформацією, а також до пакетів засобів профілактики ВІЛ.